# Lý Lập Quốc
Lý Lập Quốc (tiếng Trung: 李立国; sinh tháng 11 năm 1953) là một chính khách Trung Quốc. Ông từng là Bộ trưởng Bộ Dân chính từ năm 2010 đến năm 2016, và trước đây từng là Phó Bí thư Khu ủy Khu tự trị Tây Tạng, và các vị trí khác. Ông bị điều tra bởi Ủy ban Kiểm tra Kỷ luật Trung ương Đảng Cộng sản Trung Quốc vào cuối năm 2016, đã thừa nhận trách nhiệm tham nhũng tại Bộ Dân chính, và bị tước chức vụ bộ trưởng. Tư cách đảng viên của ông đã bị treo trong hai năm.

## Sự nghiệp
Lý Lập Quốc là một người gốc Ngọc Điền, Hà Bắc. Tháng 1 năm 1970, ông bắt đầu làm việc tại Nhà máy thiết bị xây dựng Thẩm Dương, thủ phủ của tỉnh Liêu Ninh, và gia nhập Đảng Cộng sản Trung Quốc vào tháng 11 năm 1974.
Ông đã làm việc tại một số nhà máy ở Thẩm Dương trong 15 năm, cho đến khi gia nhập chính phủ vào tháng 6 năm 1985, khi ông được bổ nhiệm làm Phó Bí thư Đoàn Thanh niên Cộng sản Trung Quốc tỉnh Liêu Ninh. Từ tháng 1 năm 1990 đến 1993, ông là Phó Thị trưởng Bàn Cẩm, một địa cấp thị ở Liêu Ninh. Ông cũng tham gia vào các chương trình giáo dục sau trung học trên cơ sở bán thời gian, kiếm bằng thạc sĩ về kỹ thuật vào tháng 4 năm 1992 từ Viện Kỹ thuật Đông Bắc (nay được gọi là Đại học Đông Bắc).
Vào tháng 1 năm 1993, Lý Lập Quốc được chuyển đến Khu tự trị Tây Tạng, trở thành Phó Bí thư Khu ủy Khu tự trị vào tháng 1 năm 1999 và là Phó Chủ tịch của Chính hiệp Tây Tạng vào năm 2003.
Tháng 12 năm 2005, ông được chuyển đến chính quyền trung ương và được bổ nhiệm làm Thứ trưởng Bộ Dân chính. Ông được thăng chức Bộ trưởng vào tháng 6 năm 2010, thay thế cho Lý Học Cử đã nghỉ hưu. Vào tháng 3 năm 2013, ông được bổ nhiệm lại Bộ trưởng Bộ Dân chính dưới chính quyền thủ tướng Lý Khắc Cường.
Ông là ủy viên chính thức của Ủy ban Trung ương Đảng Cộng sản Trung Quốc khóa XVIII.

## Bị điều tra
Trong đoạn phim tháng 10 năm 2016 của Tân Văn Liên Bá, Lý Lập Quốc đã không xuất hiện trong những người tham dự cuộc họp thứ sáu của Ủy ban Trung ương Đảng Cộng sản Trung Quốc khóa XVIII, khuấy động suy đoán rằng ông đã bị sa thải do vụ bê bối. Ông đã bị cách chức từ đầu tháng 11. Vào ngày 9 tháng 1 năm 2017, nó đã được xác nhận tại một cuộc họp báo rằng Lý Lập Quốc đang bị điều tra bởi Ủy ban Kiểm tra Kỷ luật Trung ương (CCDI). Ông là bộ trưởng đương nhiệm đầu tiên của Chính phủ Lý Khắc Cường bị điều tra bởi CCDI kể từ khi Tập Cận Bình đảm nhận Tổng Bí thư Đảng Cộng sản Trung Quốc năm 2012.
Vào ngày 9 tháng 2 năm 2017, CCDI thông báo rằng Lý Lập Quốc đã bị tước chức vụ Bộ trưởng Bộ Dân chính và hạ xuống cấp phó cục vì không áp đặt kỷ luật nghiêm ngặt tại Bộ và cho phép "có hệ thống tham nhũng" xảy ra trong nhiệm kỳ của ông. Tư cách đảng viên của ông đã bị treo hai năm, chờ xem xét trong tương lai. Ông cũng bị mất tư cách là đại biểu tham dự Đại hội Đảng khóa XVIII.